# 악연 (드라마)
《악연》은 MBC에서 2002년 8월 2일에 방영된 베스트극장으로, 500회 기념으로 2002년 베스트극장 극본 공모 가작인 〈악연〉을 극화하였다. 기묘한 운명 앞에 놓인 시어머니와 며느리의 이야기다.

## 줄거리
자신을 구박하고 내쫓았던 시어머니를 봉양하게 된 중년의 며느리 옥천댁(고두심 분)과 생의 마지막 순간에 미워하던 며느리의 보호를 받아야 하는 시어머니 귀분(김영옥 분)이 화해하는 과정을 그렸다.

## 등장 인물

### 주요 인물
- 고두심 : 옥천댁 역
- 김영옥 : 귀분 역

### 그 외 인물
- 김복희
- 송채환 : 필남 역 (아역 박한이) - 옥천댁의 딸
- 박종관
- 이인철
- 정명환 : 용식 역

## 같이 보기
- 《웬수》